# Pinsac
Pinsac – miejscowość i gmina we Francji, w regionie Oksytania, w departamencie Lot.
Według danych na rok 1990 gminę zamieszkiwało 581 osób, a gęstość zaludnienia wynosiła 30 osób/km² (wśród 3020 gmin regionu Midi-Pyrénées Pinsac plasuje się na 531. miejscu pod względem liczby ludności, natomiast pod względem powierzchni na miejscu 576.).